# Греко-римская борьба на летних Олимпийских играх 1956 — до 62 кг
Соревнования по греко-римской борьбе в рамках Олимпийских игр 1956 года в полулёгком весе (до 62 килограммов) прошли в Мельбурне с 3 по 6 декабря 1956 года в «Royal Exhibition Building».
Турнир проводился по системе с начислением штрафных баллов. За чистую победу штрафные баллы не начислялись, за победу по очкам борец получал один штрафной балл, за поражение по очкам со счётом решения судей 2-1 два штрафных балла, со счётом решения судей 3-0 или чистое поражение — три штрафных балла. Борец, набравший пять штрафных баллов, из турнира выбывал. Трое оставшихся борцов выходили в финал, проводили встречи между собой. Схватка по регламенту турнира продолжалась 12 минут. Если в течение первых шести минут не было зафиксировано туше, то судьи могли определить борца, имеющего преимущество. Если преимущество никому не отдавалось, то назначалось четыре минуты борьбы в партере, при этом каждый из борцов находился внизу по две минуты (очередность определялась жребием). Если кому-то из борцов было отдано преимущество, то он имел право выбора следующих шести минут борьбы: либо в партере сверху, либо в стойке. Если по истечении четырёх минут не фиксировалась чистая победа, то оставшиеся две минуты борцы боролись в стойке.
В полулёгком весе боролись 10 участников. Явным фаворитом выглядел венгерский борец Имре Пойяк, действующий вице-чемпион Олимипийских игр и чемпион мира 1955 года. Вместе с ним в финал вышли финский борец Рауно Мякинен и советский борец Роман Дзнеладзе. К тому времени Мякинен уже проиграл Дзнеладзе, но выиграл у Пойяка. Обе встречи закончились с одинаковым счётом 2-1. Всё решалось во встрече Дзнеладзе и Пойяка, при этом турнирный расклад был очень запутанным. В случае чистой победы венгра золотая медаль доставалась ему, Дзнеладзе получал серебро, а Рауно Мякинен оставался третьим. В случае победы Дзнеладзе (что представлялось маловероятным ввиду серьёзной травмы руки советского борца) он становился первым, Мякинен вторым, а Имре Пойяк третьим. В случае же победы Имре Пойяка по очкам он оставался вторым, финский борец становился чемпионом, а Дзнеладзе оставался лишь третьим. Таким образом, советскому борцу, чтобы получить гарантированное «серебро», можно было самому лечь на лопатки. Борьба могла принести золото, но скорее всего отправила бы Дзнеладзе на третье место — что и произошло.

## Призовые места
- Рауно Мякинен (FIN)
- Имре Пойяк (HUN)
- Роман Дзнеладзе (URS)

## Первый круг
| Штрафных баллов | Участник 1             | Результат   | Участник 2              | Штрафных баллов |
| --------------- | ---------------------- | ----------- | ----------------------- | --------------- |
| 1               | Ион Попеску (ROU)      | 3-0         | Алан Райс (USA)         | 3               |
| 1               | Имре Пойяк (HUN)       | 2-1         | Умберто Триппа (ITA)    | 2               |
| 1               | Гуннар Хаканссон (SWE) | 3-0         | Рожер Бель (FRA)        | 3               |
| 0               | Мюзахир Сильле (TUR)   | Туше (8:02) | Роман Дзнеладзе (URS)   | 3               |
| 0               | Рауно Мякинен (FIN)    | Туше (4:12) | Норман Икерингилл (AUS) | 3               |

## Второй круг
| Штрафных баллов | Участник 1            | Результат   | Участник 2              | Штрафных баллов |
| --------------- | --------------------- | ----------- | ----------------------- | --------------- |
| 3               | Умберто Триппа (ITA)  | 3-0         | Ион Попеску (ROU)       | 4               |
| 2               | Имре Пойяк (HUN)      | 3-0         | Алан Райс (USA)         | 6               |
| 3               | Роман Дзнеладзе (URS) | Туше (5:00) | Гуннар Хаканссон (SWE)  | 4               |
| 1               | Рауно Мякинен (FIN)   | 2-1         | Рожер Бель (FRA)        | 5               |
| 0               | Мюзахир Сильле (TUR)  | Туше (5:47) | Норман Икерингилл (AUS) | 6               |

## Третий круг
| Штрафных баллов | Участник 1             | Результат   | Участник 2           | Штрафных баллов |
| --------------- | ---------------------- | ----------- | -------------------- | --------------- |
| 3               | Имре Пойяк (HUN)       | 3-0         | Ион Попеску (ROU)    | 7               |
| 3               | Роман Дзнеладзе (URS)  | Туше (5:00) | Умберто Триппа (ITA) | 6               |
| 5               | Гуннар Хаканссон (SWE) | 3-0         | Мюзахир Сильле (TUR) | 3               |
| 1               | Рауно Мякинен (FIN)    | Пропускал   |                      |                 |

## Четвёртый круг
| Штрафных баллов | Участник 1            | Результат   | Участник 2           | Штрафных баллов |
| --------------- | --------------------- | ----------- | -------------------- | --------------- |
| 4               | Роман Дзнеладзе (URS) | 2-1         | Рауно Мякинен (FIN)  | 3               |
| 3               | Имре Пойяк (HUN)      | Туше (4:38) | Мюзахир Сильле (TUR) | 6               |

## Финал

### Встреча 1
| Штрафных баллов | Участник 1            | Результат | Участник 2       | Штрафных баллов |
| --------------- | --------------------- | --------- | ---------------- | --------------- |
|                 | Рауно Мякинен (FIN)   | 2-1       | Имре Пойяк (HUN) |                 |
|                 | Роман Дзнеладзе (URS) | Пропускал |                  |                 |

### Встреча 2
| Штрафных баллов | Участник 1          | Результат | Участник 2            | Штрафных баллов |
| --------------- | ------------------- | --------- | --------------------- | --------------- |
|                 | Имре Пойяк (HUN)    | 2-1       | Роман Дзнеладзе (URS) |                 |
|                 | Рауно Мякинен (FIN) | Пропускал |                       |                 |